# Slingeland Ziekenhuis
Het Slingeland Ziekenhuis is een Nederlands ziekenhuis, gelegen in Doetinchem in de Gelderse Achterhoek. Het ziekenhuis is gevestigd aan de Kruisbergseweg in het noordwesten van Doetinchem.

## Fusies

### Wilhelminaziekenhuis met Sint Jozefziekenhuis
Het Slingeland ziekenhuis is in 1975 ontstaan uit een fusie van het algemene Wilhelminaziekenhuis en het katholieke Sint Jozefziekenhuis. Het is vernoemd naar het Achterhoekse riviertje de Slinge. Het ziekenhuis is gevestigd op de locatie van het voormalige Wilhelminaziekenhuis. Het gebouw van het Sint Jozefziekenhuis aan de Dr. Huber Noodtstraat werd gesloopt.

### Santiz
Het Slingeland Ziekenhuis en het Streekziekenhuis Koningin Beatrix te Winterswijk waren van 1 januari 2017 tot en met 31 december 2020 bestuurlijk gefuseerd. De fusieorganisatie droeg de naam Santiz.  ('sant' komt van santé, Frans voor gezondheid).. De fusie is per 1 januari 2021 weer ongedaan gemaakt.  De bevolking van de oostelijke Achterhoek en medewerkers van het SKB kwamen massaal in verzet toen bleek dat veel afdelingen in het Winterswijkse ziekenhuis gesloten zouden worden om de kosten van de nieuwbouw in Doetinchem te financieren. 

## Nieuwbouw
De plannen voor nieuwbouw van het verouderde Slingelandziekenhuis stammen uit 2012. Aanvankelijk wilde men nabij het station bouwen. In 2014 werd aangekondigd dat het nieuwe ziekenhuis nabij de afrit Doetinchem van de A18 zou komen. Op de bestaande locatie, grenzend aan de Kruisbergse bossen, is verdere uitbreiding moeilijk. Ook is het huidige ziekenhuis niet altijd goed bereikbaar. In mei 2017 is een eerste ontwerp getoond voor nieuwbouw ter hoogte van de Kemnaderallee langs de snelweg ten zuiden van Doetinchem. Na het stranden van de beoogde fusie met het Winterswijkse ziekenhuis kwam er een nieuw plan voor een kleiner ziekenhuis. Men verwacht in 2027 het nieuwe ziekenhuis in gebruik te kunnen nemen.